# Conjuntivitis
La conjuntivitis es la inflamación de la capa conjuntiva, membrana mucosa que recubre el interior del ojo y la parte interna del párpado y que se extiende a la parte anterior del globo ocular.

## Causas
Según su causa, la conjuntivitis se clasifica en:
- Bacteriana: Diferentes bacterias pueden ser responsables de la infección. En la conjuntivitis bacteriana los síntomas del ojo enrojecido están generalmente asociados con lagrimeo de color verdoso o amarillento y pegajoso. A menudo, también están presentes síntomas tales como la congestión de los senos paranasales y mucosidad nasal. Los párpados pueden edematizarse. Se caracterizan por secreción abundante y amarillenta, y formación de papilas en la conjuntiva palpebral. Se tratan con higiene ocular y antibióticos tópicos. La conjuntivitis bacteriana es muy contagiosa, pero generalmente se cura entre 7 y 10 días después del comienzo de los síntomas.[2]

- Víricas: Son las más frecuentes, producidas generalmente por adenovirus, con menos legaña y posible afectación corneal dolorosa. Son muy contagiosas y habitualmente remiten espontáneamente, aunque se suele pautar tratamiento sintomático tópico (antiinflamatorios) y lavados frecuentes. Son producidas por las manos, toallas o hasta estornudos. Los síntomas son enrojecimiento de los ojos, eritema biocular, lagrimeo, costras amarillas, ojos con escleras hiperemicas, epifora, conjuntivas hiperémicas. Se compromete en algunos casos la córnea. Un ejemplo específico es la fiebre de Zika, causado por el virus de Zika y transmitido por el zancudo Aedes aegypti.

- Alérgicas: Típicamente estacionales, se distinguen por tener un importante picor, y por tener legañas acuosas y frecuente asociación con sinusitis.

- Por cuerpo extraño. El mal uso de las lentes de contacto o lentillas, o si no están correctamente desinfectadas, facilita la introducción de los microbios causando conjuntivitis.

- Traumáticas. Los arañazos y los golpes facilitan la sobreinfección conjuntival.

## Cuadro clínico

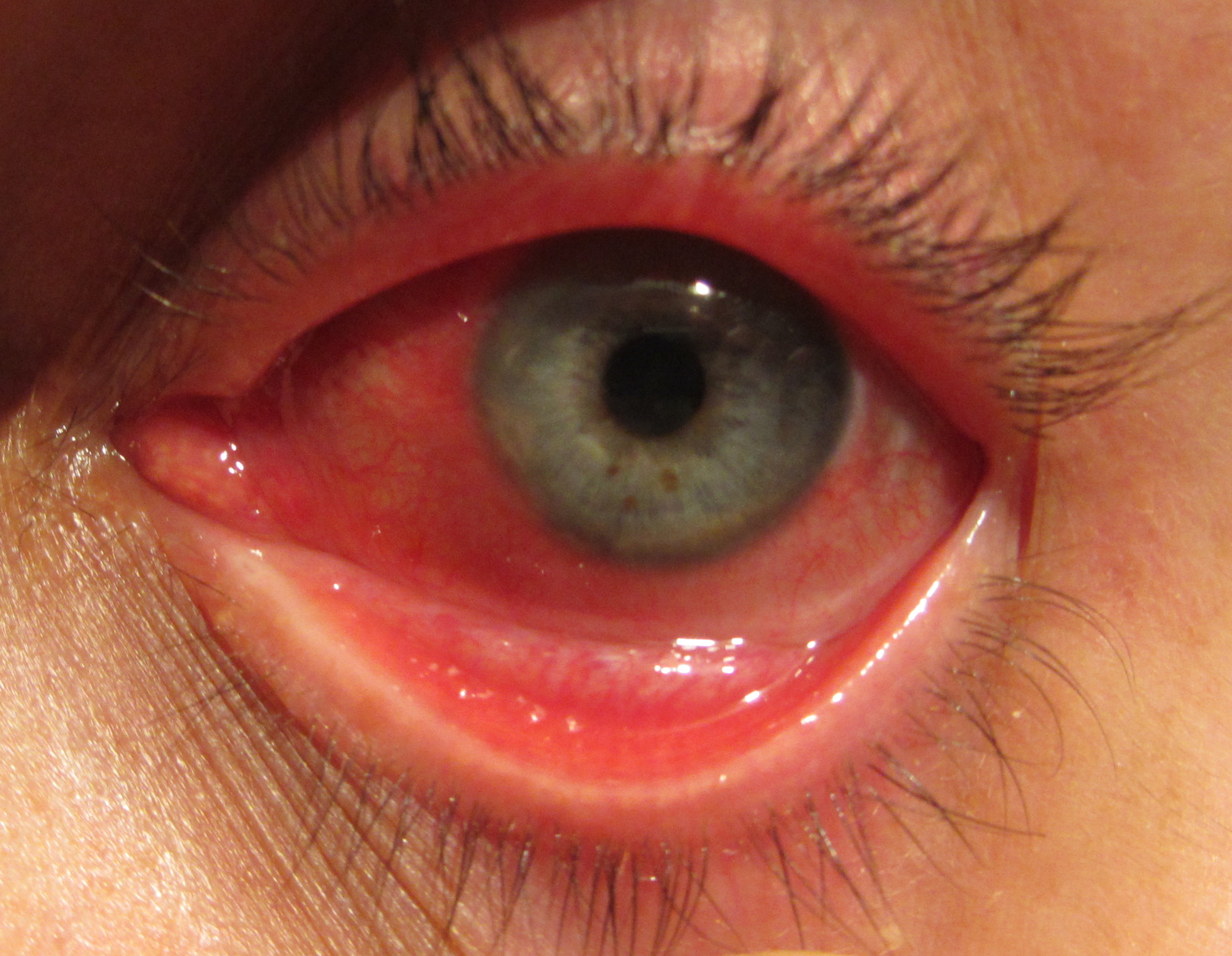
Conjuntivitis en el ojo izquierdo

Presentan unas manifestaciones comunes (enrojecimiento, fotofobia y lagrimeo) y otras dependientes de su causa (legañas matutinas en las infecciosas, ganglios aumentados de tamaño en las víricas, prurito en las alérgicas, etcétera) con una duración de entre 1 y 3 semanas.[cita requerida]

## Tratamiento
Si bien la infección bacteriana de la conjuntivitis a veces no exige antibióticos, la conjuntivitis causada por gonorrea o clamidia y la conjuntivitis en usuarios de lentes de contacto deben tratarse con antibióticos. Los afectados deben ver a un médico, ya que esta forma de conjuntivitis está con frecuencia asociada con lesión corneal.
La infección viral no se cura con antibióticos. La de tipo alérgico requiere utilizar antihistamínicos en forma de colirio. Los cuerpos extraños hay que extraerlos, pero al ser el ojo un órgano muy delicado esto solo debe hacerlo un médico. La conjuntivitis de origen traumático precisa una valoración y tratamiento de otras lesiones sobreañadidas, especialmente la erosión corneal.